# Мубімбі (комуна)
Мубімбі  — одна з комун провінції Бужумбура-Рурал, сільського району, прилеглого до міста Бужумбура, на заході Бурунді. Центр — однойменне містечко Мубімбі.